# 사가노선
사가노선(일본어: 嵯峨野線, さがのせん)은 서일본 여객철도 산인 본선의 교토 - 소노베간을 부르는 운행 계통이다. 1988년 3월 13일부터 사용하였으며, 산인 본선을 주행하기 때문에 사가노 산인 선이라고 불리는 경우도 있다.
안내 시의 노선 색상은 보라색(■)이며, 고도(古都) 교토의 우아함을 이미지하는 색상이라는 의미로 선정하였다고 한다.

## 개요
교토시 중심부에서 관광지로 인기가 있는 사가노 및 아라시 산 방면의 접근 경로의 하나로, 특히 단풍철에 많은 관광객이 이용한다. 게이후쿠 전기 철도 아라시야마 본선이나 국도 9호선을 경유하는 버스 노선 등과 경쟁하고 있다.
일본국유철도 시대에는 장거리 특급이나 장거리 보통 열차를 중심으로 운행되어, 교토 근교 수송 등은 거의 고려되지 않았다. 1987년의 일본국유철도 분할 민영화 이후, 서일본 여객철도가 이 구간을 맡게 되면서 1989년 사가 역 (현 사가아라시야마역)부터 우마호리역까지 개량화 (터널 경유 및 복선화), 1990년 교토 - 소노베간의 전철화, 1996년 니조 - 하나조노간의 고가화 등 노선 개량에 힘쓰고 있으며, 그 효과로 연선 지역의 개발이 진행되고 있다. 또, 교토 시내의 수요를 잡기 위하여 1989년 우즈마사역, 2000년 엔마치역 등을 신설하였다.
JR의 역에서는 보통 역 건물이 있는 쪽의 플랫폼을 1번 승강장으로 안내하고 있지만, 교토 역을 제외한 사가노 선 구간의 각 역에서는 상행 방면의 플랫폼을 1번 승강장으로 안내하고 있다. 어번 네트워크 내에서 유일하게 다른 노선에 직통하는 정기 보통 열차가 없다. 현재도 단선 구간이 다수 존재하기 때문에 특급열차를 제외하면 시간당 3-4편 정도의 열차가 운전되고 있으면서도 일부 시간대에서 30분 가까이 열차가 없는 경우가 있어, 불균형한 시각표를 이루고 있다. 따라서 아직까지는 대도시권의 도시 교통의 기능을 담당하기에는 부족한 운행 형태라는 느낌을 준다.
2010년 3월 13일 전 구간이 복선화되었다.
사가노 선의 각 역에서는 J스루 카드, ICOCA 및 동일본 여객철도 Suica, 도카이 여객철도 TOICA, 스룻토 간사이 협의회 PiTaPa 등을 사용할 수 있다.

## 운행 형태
교토와 기타긴키 지방을 잇는 특급 열차 이외에 쾌속, 보통 열차가 운전되고 있다. 전철화 이전에는 쾌속이 아닌 급행 열차가 운전된 바있었다. 어번 네트워크 내에서는 유일하게 다른 노선과 직통을 하지 않으며 임시열차로는 봄과 가을철의 행략기에 교토 역에서 방향 전환 또는 단바구치역에서 도카이도 본선 소속 산인연락선을 이용한 오사카 방면에의 임시 신쾌속 열차가 운전된 바 있었다. 긴키 지방 교통 심의회에서 산인 연락선을 활용한 오사카 방면에의 항시 직통 운전안이 검토되고 있다. 지금은 단풍 관광으로 수요가 폭증하는 가을철을 중심으로 교토 역 ~ 사가아라시야마 역 간에 임시 열차가 운전되는 것 이외에 정기 열차가 증결 및 분리를 행하기도 한다. 일본국유철도 시대에는 장거리 특급이나 장거리 보통열차를 중심으로 운행되어 교토 근교의 출퇴근 수요에 대해서는 고려하지 않았다.
| 종별/역명        | 종별/역명 | 교토 | ……  | 가메오카 | 가메오카 | ……  | 소노베 |
| ---------------- | --------- | ---- | --- | -------- | -------- | --- | ------ |
| 시간당 운행 편수 | 쾌속      | 1편  | 1편 | 1편      | 1편      | 1편 | 1편    |
| 시간당 운행 편수 | 보통      | 1편  | 1편 | 1편      | 1편      | 1편 | 1편    |
| 시간당 운행 편수 | 보통      | 2편  |     |          |          |     |        |

### 특급
시간당 한편 정도가 운전되고 있다. 운행되는 특급은 다음과 같다.
- 특급 '기노사키' (교토 ~ 기노사키온센)
- 특급 '하시다테' (교토 ~ 아마노하시다테)
- 특급 '마이즈루' (교토 ~ 히가시마이즈루)

모든 열차는 사가노 선 구간에서는 니조, 가메오카, 소노베 역에만 정차한다. 특급 '마이즈루'는 교토 - 아야베 간을 특급 '단바' 또는 '기노사키'와 병결되어 운전된다.

### 쾌속
기본적인 운전 구간은 교토 - 소노베 간으로, 러시아워 시에는 고마·후쿠치야마 발착의 열차도 운전된다. 낮 시간대에는 10시부터 15시에 걸쳐 시간당 1편으로 운전되고 있지만, 아침 러시아워 시에는 교토 행만, 저녁 러시아워 시에는 소노베 방면으로만 운행된다. 낮 시간대의 열차는 소노베 역에서 후쿠치야마 역 발착의 보통 열차와 접속할 수 있도록 시각표가 짜여져 있다 (이 경우, 후속 특급 열차가 나중에 발차한다).

### 보통
보통 열차는 기본적으로 교토 - 가메오카·소노베 구간에서 운전되고 있다. 낮 시간대에는 시간당 3편 (약 20분 간격)으로 운전되며, 이 중 한 편이 교토 - 소노베, 나머지 두 편이 교토 - 가메오카간에서 운전된다. 러시아워 시간대에는 고마·후쿠치야마 발착의 열차도 존재한다.

### 임시 열차
단풍철을 중심으로 교토 - 사가아라시야마 간의 임시 열차가 운전되고 있으며, 정기 열차에 병결 운전도 이루어지고 있다. JR 교토 선을 경유하는 오사카 방면에서의 임시 직통 열차도 존재했지만, 현재는 운행되고 있지 않다.

## 사용 차량
- 서일본 여객철도 221계 전동차

쾌속과 보통으로 운용된다. 고세이 선과 공통으로 운용되고 있으며, 2008년 2월에 운용을 개시하였다. 같은 해 8월부터는 223계 5500번대를 병결한 6량 편성도 운전되고 있다.
- 서일본 여객철도 223계 5500번대

후쿠치야마 지구에서 사용되던 113계 3800번대·5800번대를 밀어내기 위하여 2008년에 제작되었다. 사가노 선내에서는 221계와 병결해 6량으로 운전된다. 221계 성능으로 맞춰 놓은 223계 6000번대와 마찬가지로 전면 관통문에 오렌지 색 띠가 들어가 있다.
- 일본국유철도 113계 전동차

쾌속과 보통으로 운용 중.
- 일본국유철도 183계 전동차

기타킨키 방면으로 가는 특급 열차로 사용.
- 서일본 여객철도 287계 전동차

기타킨키 방면으로 가는 특급 열차로 사용.
- 기타긴키 탱고 철도 KTR8000형 기동차

기타킨키 방면으로 가는 특급 열차로 사용.

## 운행 개선 계획과 미래
1987년의 민영화에 의해 서일본 여객철도가 발족한 이후 가쓰라가와 강(호즈카와 강)을 따라 크게 우회하던 사가아라시야마 역 ~ 우마호리역 간을 1989년 3월 5일 신선으로 대체함과 동시에 복선화시켰다. 1990년 3월에는 교토 역 ~ 소노베 역 간의 전철화 1996년의 니조 역 ~ 하나조노 역 간의 고가화 등 설비의 개선이 조금씩 이루어져 시종점인 교토 역의 승강장도 증설되었다. 또 교토 시내에서는 1989년 우즈마사역, 2000년 엔마치역이 각각 신설되어 새로운 수요를 개척하였다.
2003년부터는 교토 역 ~ 소노베 역 간의 전선 복선화 및 주변 도로의 혼잡 해소와 안전 확보를 위한 하나조노 역 ~ 사가아라시야마 역 고가화 공사와 사가아라시야마역·가메오카역의 개량 공사도 동시에 이루어지고 있다. 이 중 전 구간 복선화는 2010년 3월 7일 완료되어 3월 13일 시간표 개정에 따라 운행될 예정이다. 공사의 진척에 따라서 단계적인 복선화가 이루어져 2008년 12월 14일에 우마호리역 ~ 가메오카역 간, 2009년 3월 14일에는 야기역 ~ 소노베역 간, 같은 해 7월 20일에는 교토 역 ~ 단바구치 역 간, 9월 6일에는 나미카와 역 ~ 야기 역 간, 11월 1일에는 가메오카 역 ~ 나미카와 역, 2010년 1월 31일에는 단바구치 역 ~ 니조 역 간의 공사가 완료되어 우선 사용되기 시작하였으며, 2010년 3월 13일 전 구간의 복선화가 완료되었다. 복선화 완료 날짜와 동시에 여러 차례 시간표 또한 수정되었다.
또 하나조노 역 ~ 우즈마사 역 간이 2008년에 고가화되고 동시에 진행되어 온 사가아라시야마 역 및 가메오카 역의 교상화와 자유통로 설치 공사는 2008년 봄에 완성되어 사용을 개시하였다. 사가아라시야마 역은 2008년 말에 개선이 전면 완료되었다. 이와 함께 ATS-P 설치도 완료되었다.
운전 편수가 증가한 것에 따라서 특히 교토 - 니조 부근의 고가 구간에서 소음이 문제가 되고 있지만, 현재 기본적인 해결책은 없다.

## 역 일람
| 역명             | 일어 역명    | 쾌 속 | 접속 노선 | 역간 거리 | 누적 거리 | 소재지 | 소재지           |
| ---------------- | ------------ | ----- | --- | --------- | --------- | ------ | ---------------- |
| 교토             | 京都         | ●     | 도카이도 신칸센 ■ 비와코 선 ■ JR 교토 선 ■ 나라 선 고세이 선 긴키 닛폰 철도 교토 선 ■ 교토 지하철 가라스마선 | -         | 0.0       | 교토부 | 교토시 시모교구  |
| 우메코지교토니시 | 梅小路京都西 | ｜    | | 1.7       | 1.7       | 교토부 | 교토시 시모교구  |
| 단바구치         | 丹波口       | ｜    | | 0.8       | 2.5       | 교토부 | 교토시 시모교구  |
| 니조             | 二条         | ●     | ■ 교토 지하철 도자이선                                                                                       | 1.7       | 4.2       | 교토부 | 교토 시 나카교구 |
| 엔마치           | 円町         | ●     | | 1.6       | 5.8       | 교토부 | 교토 시 나카교구 |
| 하나조노         | 花園         | ｜    | | 1.1       | 6.9       | 교토부 | 교토 시 우쿄구   |
| 우즈마사         | 太秦         | ｜    | | 1.7       | 8.6       | 교토부 | 교토 시 우쿄구   |
| 사가아라시야마   | 嵯峨嵐山     | ●     | 사가노 관광 철도 사가노 관광선 (트롯코사가 역)                                                               | 1.7       | 10.3      | 교토부 | 교토 시 우쿄구   |
| 호즈쿄           | 保津峡       | ｜    | 사가노 관광 철도 사가노 관광선 (트롯코호즈쿄 역)                                                             | 4.0       | 14.3      | 교토부 | 니시쿄구         |
| 우마호리         | 馬堀         | ｜    | 사가노 관광 철도 사가노 관광선 (트롯코가메오카 역)                                                           | 3.8       | 18.1      | 교토부 | 가메오카시       |
| 가메오카         | 亀岡         | ●     | | 2.1       | 20.2      | 교토부 | 가메오카시       |
| 나미카와         | 並河         | ●     | | 3.2       | 23.4      | 교토부 | 가메오카시       |
| 지요카와         | 千代川       | ●     | | 1.8       | 25.2      | 교토부 | 가메오카시       |
| 야기             | 八木         | ●     | | 3.0       | 28.2      | 교토부 | 난탄시           |
| 요시토미         | 吉富         | ●     | | 4.0       | 32.2      | 교토부 | 난탄시           |
| 소노베           | 園部         | ●     | ■ 산인 본선 (직결 운행)                                                                                      | 2.0       | 34.2      | 교토부 | 난탄시           |

## 같이 보기
- 어번 네트워크
- 산인 본선